# 空爆特攻隊
『空爆特攻隊』（くうばくとっこうたい、The Thousand Plane Raid）は1968年のアメリカ合衆国の映画。監督はボリス・セイガル、出演はクリストファー・ジョージなど。

## キャスト
| 役名                     | 俳優                     | 日本語吹替                                                     |
| 役名                     | 俳優                     | NETテレビ版                                                    |
| ------------------------ | ------------------------ | -------------------------------------------------------------- |
| グレッグ・ブランドン大佐 | クリストファー・ジョージ | 家弓家正                                                       |
| エイムズ中尉             | ラレイン・スティーヴンス | 上田みゆき                                                     |
| パーマー将軍             | J・D・キャノン           | 小林修                                                         |
| ハワード中佐             | ゲイリー・マーシャル     | 広川太一郎                                                     |
| アーチャー少尉           | ベン・マーフィ           | 富山敬                                                         |
| クルーガー軍曹           | ギャビン・マクラウド     | 水島晋                                                         |
| バルガ少佐               | ジェームズ・ギャモン     | 青野武                                                         |
| リッチマン大尉           | スコット・トーマス       | 仲村秀生                                                       |
| クィンビー少尉           | ティム・マッキンタイア   | 井上真樹夫                                                     |
| ダグラス大尉             | ボー・ホプキンス         | 原田一夫                                                       |
| ジャコビー少尉           | ノーム・パトリック       | 納谷六朗                                                       |
| コンウェイ将軍           | バリー・アトウォーター   | 寺島幹夫                                                       |
| 不明 その他              |                          | 上田敏也 加茂喜久 石森達幸 飯塚昭三 矢田耕司 村松康雄 若本紀夫 |
|                          |                          |                                                                |
| 演出                     | 演出                     | 小林守夫                                                       |
| 翻訳                     | 翻訳                     | 飯嶋永昭                                                       |
| 効果                     |                          |                                                                |
| 調整                     |                          |                                                                |
| 制作                     | 制作                     | 東北新社                                                       |
| 解説                     | 解説                     | 増田貴光                                                       |
| 初回放送                 | 初回放送                 | 1973年8月25日 『土曜映画劇場』                                 |

※日本語吹替はDVD収録

## スタッフ
- 監督：ボリス・セイガル
- 原作：ラルフ・ベイカー
- 脚本：ドナルド・S・サンフォード
- 脚色：ロバート・ヴィンセント＝ライト
- 撮影：ウィリアム・W・スペンサー
- 音楽：ジミー・ハスケル